# Irlandia w Konkursie Piosenki Eurowizji Junior
Irlandia w Konkursie Piosenki Eurowizji Junior zadebiutowała w 2015 roku. Od czasu debiutu konkursem zajmuje się irlandzki nadawca TG4.
Najwyższym wynikiem kraju jest 4. miejsce, które w 2022 roku zajęła Sophie Lennon z utworem „Solas”.

## Historia Irlandii w Konkursie Piosenki Eurowizji Junior

### Konkurs Piosenki Eurowizji Junior 2015
23 marca 2015 roku irlandzki nadawca TG4 potwierdził, że zadebiutuje w 13. Konkursie Piosenki Eurowizji Junior, który został rozegrany w Bułgarii. Reprezentant został wybrany za pośrednictwem programu Junior Eurovision Éire. Preselekcje składały się z czterech półfinałów. Do finału zakwalifikowało się sześcioro uczestników: Zena Donnelly („I d’aonair”), Lisa-Rose McMahon („Bris amach”), Muireann Vaughan („Miongháire”), Aimee Banks („Réalta na mara”), David Kennedy („Fuar”) i Aislí Moran („Aisling”). W ostatecznym pojedynku zmierzyła się Aimee Banks oraz Zena Donnelly. O wynikach decydowało jury w składzie: Stiofán Ó Fearail, Niamh Kavanagh i Brian Kennedy.
Ostatecznie finał preselekcji zwyciężyła Aimee Banks z utworem „Réalta na mara”, tym samym zyskując prawo do reprezentowania Irlandii w konkursie. Utwór został skomponowany przez samą wokalistkę oraz Niall Mooney, Jonas Gladnikoff i Brendan McCarthy.
21 listopada 2015 wystąpiła siódma w kolejności startowej występów i zajęła 12. miejsce zdobywszy łącznie 36 punktów. 

### Konkurs Piosenki Eurowizji Junior 2016
5 kwietnia 2016 irlandzki nadawca TG4 potwierdził, że po raz drugi weźmie udział w konkursie i wyśle reprezentanta na 14. Konkurs Piosenki Eurowizji Junior, który odbył się w Mediterranean Conference Centre w Valletcie na Malcie. Finał preselekcji odbył się 6 listopada 2016, natomiast półfinały trwały od 9 do 7 października. Do finału zakwalifikowało się sześcioro uczestników: Zena Donnelly („Brice ar Bhrice”), Walter McCabe („Las Do Sholas”), Hannah McNicholas Roche („Titim as a Chéile”), Cliona NicDhomnail („Ag Seasamh Le Mo Réaltai”), Amy McGrath („M'Aingeal”) i Lasairfhíona de Brún („Fan Liom”). W finale zasiadło jury w składzie: Dustin The Turkey, Jedward, Linda Martin, Niamh Kavanagh oraz Sandie Jones.
Ostatecznie finał preselekcji zwyciężyła 13-letnia Zena Donnelly z utworem „Brice ar Bhrice”. 20 listopada wystąpiła pierwsza w kolejności startowej finału konkursu i zajęła 10. miejsce zdobywszy 122 punkty.

### Konkurs Piosenki Eurowizji Junior 2017
28 sierpnia 2017 nadawca ogłosił, że ponownie wybierze swojego reprezentanta poprzez preselekcje Junior Eurovision Éire. Preselekcje były emitowane od 22 października do 19 listopada. W czterech półfinałach zmierzyło się 32 wokalistów. 19 listopada w finale preselekcji wystąpiło sześcioro uczestników: Úna Ní Mhistéil („Álainn”), Sinéad Carr („Cén Fáth?”), Muireann McDonnell („Súile Glasa”), Mini Mix („Cairde Go Deo”), Judy Langan („Draoícht an Cheoil”) oraz Gwenaelle Noval („Lig Dom Lonrú”). Do ostatecznego finału decyzją jury zakwalifikowały się Muireann McDonnell i Gwenaelle Noval.
Finał preselekcji zwyciężyła Muireann McDonnell z utworem „Súile Glasa”. 26 listopada 2017 wystąpiła w finale 15. Konkursu Piosenki Eurowizji Junior i zajęła 15. miejsce zdobywszy 54 punkty.

### Konkurs Piosenki Eurowizji Junior 2018
Irlandia znalazła się na końcowej liście uczestników opublikowanej 25 lipca 2018 przez EBU. Tak jak w poprzednich latach nadawca znów zdecydował się na wybranie reprezentanta w preselekcji Junior Eurovision Éire. Proces selekcji zaplanowano na każdą niedzielę od 14 października. Łącznie rywalizowało 32 uczestników. Do finału, który odbył się 11 listopada zakwalifikowało się sześcioro uczestników: Jessica Doolan („Aisling”), Taylor Hynes („I.O.U”), Cora Harkin („Cibé saol atá romham”), Shaniah Llane Rollo („Cuimhnigh ar na Réaltaí”), Anna i Ava („Táimid le chéile”) i Kerry Ann McCreery („Tóg mo lámh”).
Finał preselekcji zwyciężył Taylor Hynes z utworem „I.O.U”, dostając tym samym prawo do reprezentowania Irlandii w 16. Konkursie Piosenki Eurowizji Junior. 25 listopada 2018 wystąpił na koncercie finałowym konkursu rozgrywanego w Mińsku. Zajął 15. miejsce zdobywszy 48 punktów, w tym 12 punktów od jury (16. miejsce) oraz 36 punktów od telewidzów (15. miejsce).

### Konkurs Piosenki Eurowizji Junior 2019
18 lipca 2019 Irlandia znalazła się na liście uczestników opublikowanej przez EBU. Nadawca po raz kolejny zdecydował się wybrać reprezentanta za pośrednictwem preselekcji Junior Eurovision Éire. Od 1 września do 29 września zostały rozegrane półfinały, w których rywalizowało 36 uczestników. Do finału zakwalifikowało się trzech uczestników: Anna Kearney, Orla McDermott i Savannah Phoenix-Munroe.
Finał preselekcji zwyciężyła Anna Kearney, która wykonała singel zespołu Clean Bandit oraz Zary Larsson „Symphony” i zwycięski utwór Lindy Martin „Why Me?” z 37. Konkursu Piosenki Eurowizji. Pod koniec finału ujawniono utwór „Banshee”. 24 listopada 2019 Anna wystąpiła z numerem dwunastym podczas finału 17. Konkursu Piosenki Eurowizji Junior organizowanego w Gliwicach. Zajęła 12. miejsce zdobywszy 73 punkty na koncie.

### Konkurs Piosenki Eurowizji Junior 2020: Brak udziału
W styczniu 2020 nadawca TG4 wstępnie potwierdził swój udział w 18. Konkursie Piosenki Eurowizji Junior, lecz 4 kwietnia 2020 wycofał się z udziału z powodu ograniczeń spowodowanych pandemią koronawirusa.

### Konkurs Piosenki Eurowizji Junior 2021
17 października 2021 odbył się finał preselekcji Junior Eurovision Éire do 19. Konkursu Piosenki Eurowizji Junior. W finale zmierzyło się trzech uczestników z czego dwóch przeszło do ostatecznego pojedynku. W pojedynku zmierzył się Maiú Levi Lawlor, który wykonał utwór Lewisa Capald „Grace”, oraz Lilyella Buckley, która zaśpiewała utwór „Lost Without You” autorstwa Freya Ridings.
Decyzją jury w składzie: Linda Martin, Niamh Ní Chróinín i Fiachna Ó Braonáin preselekcje zwyciężył Maiú Levi Lawlor. 16 listopada 2021 wydano konkursową piosenkę „Saor”. 19 grudnia 2021 Maiú wystąpił ósmy w kolejności startowej i zajął 18. miejsce zdobywszy 44 punkty, w tym 5 punktów od jury (19. miejsce) oraz 39 punktów od telewidzów (16. miejsce).

### Konkurs Piosenki Eurowizji Junior 2022
8 lutego 2022 irlandzki nadawca potwierdził swój udział w 20. Konkursie Piosenki Eurowizji Junior i zapowiedział, że swojego reprezentanta wybierze w preselekcjach Junior Eurovision Éire. Składanie kandydatur trwało od 8 lutego do 6 marca 2022. 22 sierpnia 2022 ujawniono, że prowadzącymi preselekcji zostali: Louise Cantillon wraz z Darragh Ó Caoimh. Do finałowego pojedynku zakwalifikowali się: Sophie Lennon, Niamh Noade oraz Clare Keeley.
23 października finał preselekcji Junior Eurovision Éire, decyzją telewidzów, wygrała Sophie Lennon, a 8 listopada premierę miała konkursowa piosenka „Solas”. 11 grudnia wystąpiła dziewiąta w kolejności startowej i zajęła 4. miejsce zdobywszy 150 punktów, w tym 62 pkt od telewidzów i 88 pkt od jury. Jest to jak dotąd najwyższy wynik Irlandii w historii startów w konkursie.

### Konkurs Piosenki Eurowizji Junior 2023
27 stycznia 2023 telewizja TG4 potwierdziła udział w 21. Konkursie Piosenki Eurowizji Junior. Reprezentant został wyłoniony w kolejnej edycji preselekcji Junior Eurovision Éire. 21 sierpnia potwierdzono, że preselekcje poprowadzi Louise Cantillon wraz z Darragh Ó Caoimh, a jurorami byli Niamh Ní Chróinín i Aindriú de Paor. 
8 października odbył się finał preselekcji. Gościnnie w jury zasiadł Mickey Harte, który reprezentował Irlandię w 48. Konkursie Piosenki Eurowizji (2003). Finał wygrała Jessica McKean, uzyskując tym samym prawo do reprezentowania Irlandii w konkursie. 1 listopada 2023 telewizja TG4 ogłosiła, że do McKean na scenie dołączy ubiegłoroczna reprezentantka Sophie Lennon i będzie ją wspierać wokalnie. 26 listopada McKean wystąpiła jako czwarta w kolejności startowej i zajęła ostatnie 16. miejsce zdobywszy 42 punkty.

### Konkurs Piosenki Eurowizji Junior 2024
5 marca 2024 stacja TG4 potwierdziła udział w 22. Konkursie Piosenki Eurowizji Junior i ogłosiła, że reprezentant kraju zostanie wyłoniony w kolejnej edycji preselekcji Junior Eurovision Éire. 15 września nadawca ujawnił listę dziesięciu kandydatów którzy zakwalifikowali się do preselekcji: Abiha Mansoor, Charlotte Mackey, Enya Cox Dempsey, Harry Greaney, Isla McManus, Katelyn Harrington, Kiefer Byrne, Lottie O'Driscoll Murray, Robyn Doyle i Safiya Devlin. 6 października do finału zakwalifikowały się: Enya Cox Dempsey, Isla McManus i Lottie O'Driscoll Murray.
13 października odbył się finał preselekcji, który został podzielony na dwa etapy; w pierwszym wystąpiła trójka finalistów, na których głosowali jurorzy; do drugiego etapu zakwalifikowały się Enya Cox Dempsey i Lottie O'Driscoll Murray, które zaśpiewały wewnętrznie wybrany utwór „Le chéile”, a decyzją jurorów zwyciężyła Enya Cox Dempsey. Gościnnie w jury zasiadła Linda Martin, zwyciężczyni 37. Konkursu Piosenki Eurowizji (1992).

### Konkurs Piosenki Eurowizji Junior 2025
20 stycznia 2025 irlandzki nadawca TG4 potwierdził udział w 23. Konkursie Piosenki Eurowizji Junior. 25 stycznia nadawca otworzył zgłoszenia do kolejnej edycji preselekcji Junior Eurovision Éire a termin nadsyłania zgłoszeń zakończył się 17 lutego 2025.

## Uczestnictwo
Irlandia uczestniczy w Konkursie Piosenki Eurowizji Junior od 2015 roku z jedną przerwą w 2020 roku. Poniższa tabela uwzględnia nazwiska wszystkich irlandzkich reprezentantów, tytuły konkursowych piosenek i języki w których były śpiewane oraz wyniki w poszczególnych latach.
| Rok                       | Artysta            | Piosenka           | Język                | Miejsce | Punkty |
| ------------------------- | ------------------ | ------------------ | -------------------- | ------- | ------ |
| 2015                      | Aimee Banks        | „Réalta na mara”   | irlandzki            | 12      | 36     |
| 2016                      | Zena Donnelly      | „Bríce ar Bhríce”  | irlandzki, angielski | 10      | 122    |
| 2017                      | Muireann McDonnell | „Súile Glasa”      | irlandzki            | 15      | 54     |
| 2018                      | Taylor Hynes       | „I.O.U”            | irlandzki            | 15      | 48     |
| 2019                      | Anna Kearney       | „Banshee”          | irlandzki            | 12      | 73     |
| Brak reprezentanta w 2020 |                    |                    |                      |         |        |
| 2021                      | Maiú Levi Lawlor   | „Saor (Disappear)” | irlandzki            | 18      | 44     |
| 2022                      | Sophie Lennon      | „Solas”            | irlandzki            | 4       | 150    |
| 2023                      | Jessica McKean     | „Aisling”          | irlandzki            | 16      | 42     |
| 2024                      | Enya Cox Dempsey   | „Le chéile”        | irlandzki            | 15      | 55     |
| 2025                      |                    |                    |                      |         |        |

Legenda:
     1. miejsce
     2. miejsce
     3. miejsce
     Ostatnie miejsce

## Historia głosowania w finale (2015–2022)
Poniższe tabele pokazują, którym krajom Irlandia przyznaje w finale najwięcej punktów oraz od których państw irlandzcy reprezentanci otrzymują najwyższe noty.
| L.p. | Kraj      | Punkty |
| ---- | --------- | ------ |
| 1    | Włochy    | 55     |
| 2    | Gruzja    | 43     |
| 3    | Polska    | 41     |
| 4    | Armenia   | 37     |
| 5    | Australia | 35     |

| L.p. | Kraj      | Punkty |
| ---- | --------- | ------ |
| 1    | Malta     | 40     |
| 2    | Włochy    | 36     |
| 3    | Ukraina   | 28     |
| 4    | Polska    | 25     |
| 5    | Australia | 19     |

## Komentatorzy i sekretarze
Spis poniżej przedstawia wszystkich irlandzkich komentatorów konkursu oraz krajowych sekretarzy podających punkty w finale.
| Komentatorzy i sekretarze z Irlandii               | Komentatorzy i sekretarze z Irlandii        | Komentatorzy i sekretarze z Irlandii |
| Rok                                                | Komentator                                  | Sekretarz                            |
| -------------------------------------------------- | ------------------------------------------- | ------------------------------------ |
| Brak reprezentanta i transmisji w latach 2003–2014 |                                             |                                      |
| 2015                                               | Stiofán Ó Fearail and Caitlín Nic Aoidh     | Anna Banks                           |
| 2016                                               | Eoghan McDermott                            | Andrea Leddy                         |
| 2017                                               | Eoghan McDermott                            | Walter McCabe                        |
| 2018                                               | Mícheál Ó Ciaraidh and Sinéad Ní Uallacháin | Alex Hynes                           |
| 2019                                               | Sinéad Ní Uallacháin                        | Leo Kearney                          |
| Brak reprezentanta i transmisji w 2020             |                                             |                                      |
| 2021                                               | Louise Cantillon                            | Reuben Levi Hackett                  |
| 2022                                               | Sinéad Ní Uallacháin                        | Hollie Lennon                        |
| 2023                                               | Sinéad Ní Uallacháin                        | Louisa McKean                        |
| 2024                                               | Louise Cantillon                            | b.d.                                 |